# Brecknockshire

Vlag

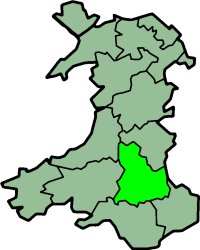
Gebied van het historische Brecknock

Brecknockshire (Welsh: Sir Frycheiniog), ook gekend als het graafschap Brecknock, het graafschap Brecon of Breconshire, is een van de dertien historische graafschappen van Wales. Het is genoemd naar de stad (county town) Brecon of in een verouderde vorm Becknock. Het maakt nu deel uit van het bestuurlijke hoofdgebied Powys, waarvan het het zuidelijke deel is.